# Подстене при Костелу
Подстене при Костелу (словен. Podstene pri Kostelu) је насељено место у општини Костел, регија Југоисточна Словенија, Словенија.

## Историја
До територијалне реорганизације у Словенији биле су у саставу старе општине Кочевје.

## Становништво
У попису становништва из 2011. године, Подстене при Костелу су имале 3 становника.
| Број становника према пописима | Број становника према пописима | Број становника према пописима |
| ------------------------------ | ------------------------------ | ------------------------------ |
| 1991                           | 2002                           | 2011                           |
| 3                              | 4                              | 3                              |

Напомена: До 1955. исказивано под именом Подстене.